# Chermignac
Chermignac és un municipi francès situat al departament del Charente Marítim i a la regió de la Nova Aquitània. L'any 2007 tenia 1.163 habitants.

## Demografia

### Població
El 2007 la població de fet de Chermignac era de 1.163 persones. Hi havia 453 famílies de les quals 85 eren unipersonals (34 homes vivint sols i 51 dones vivint soles), 169 parelles sense fills, 186 parelles amb fills i 13 famílies monoparentals amb fills.
La població ha evolucionat segons el següent gràfic:
Habitants censats

### Habitatges
El 2007 hi havia 489 habitatges, 453 eren l'habitatge principal de la família, 13 eren segones residències i 24 estaven desocupats. 485 eren cases i 4 eren apartaments. Dels 453 habitatges principals, 370 estaven ocupats pels seus propietaris, 77 estaven llogats i ocupats pels llogaters i 5 estaven cedits a títol gratuït; 1 tenia una cambra, 7 en tenien dues, 43 en tenien tres, 118 en tenien quatre i 282 en tenien cinc o més. 414 habitatges disposaven pel capbaix d'una plaça de pàrquing. A 179 habitatges hi havia un automòbil i a 259 n'hi havia dos o més.

### Piràmide de població
La piràmide de població per edats i sexe el 2009 era:
| Homes | Edats   | Dones |
| ----- | ------- | ----- |
| 0     | 95 o +  | 0     |
| 0     | 90 a 94 | 0     |
| 8     | 85 a 89 | 20    |
| 4     | 80 a 84 | 4     |
| 12    | 75 a 79 | 16    |
| 12    | 70 a 74 | 8     |
| 24    | 65 a 69 | 16    |
| 16    | 60 a 64 | 20    |
| 32    | 55 a 59 | 40    |
| 40    | 50 a 54 | 28    |
| 24    | 45 a 49 | 44    |
| 76    | 40 a 44 | 80    |
| 44    | 35 a 39 | 40    |
| 16    | 30 a 34 | 36    |
| 12    | 25 a 29 | 0     |
| 24    | 20 a 24 | 28    |
| 56    | 15 a 19 | 28    |
| 56    | 10 a 14 | 48    |
| 32    | 5 a 9   | 40    |
| 16    | 0 a 4   | 16    |

## Economia
El 2007 la població en edat de treballar era de 796 persones, 576 eren actives i 220 eren inactives. De les 576 persones actives 526 estaven ocupades (280 homes i 246 dones) i 49 estaven aturades (22 homes i 27 dones). De les 220 persones inactives 89 estaven jubilades, 71 estaven estudiant i 60 estaven classificades com a «altres inactius».

### Ingressos
El 2009 a Chermignac hi havia 488 unitats fiscals que integraven 1.242,5 persones, la mediana anual d'ingressos fiscals per persona era de 18.867 €.

### Activitats econòmiques
Dels 36 establiments que hi havia el 2007, 1 era d'una empresa extractiva, 3 d'empreses alimentàries, 10 d'empreses de construcció, 8 d'empreses de comerç i reparació d'automòbils, 1 d'una empresa d'hostatgeria i restauració, 1 d'una empresa d'informació i comunicació, 2 d'empreses immobiliàries, 5 d'empreses de serveis, 3 d'entitats de l'administració pública i 2 d'empreses classificades com a «altres activitats de serveis».
Dels 11 establiments de servei als particulars que hi havia el 2009, 2 eren paletes, 3 guixaires pintors, 2 lampisteries, 1 electricista, 1 empresa de construcció, 1 perruqueria i 1 restaurant.
L'únic establiment comercial que hi havia el 2009 era una botiga de menys de 120 m².
L'any 2000 a Chermignac hi havia 21 explotacions agrícoles que ocupaven un total de 880 hectàrees.

## Equipaments sanitaris i escolars
El 2009 hi havia una escola elemental.

## Poblacions properes
El següent diagrama mostra les poblacions més properes.